# Neuroleon deceptor
Neuroleon deceptor är en insektsart som beskrevs av Navás 1915. Neuroleon deceptor ingår i släktet Neuroleon och familjen myrlejonsländor. Inga underarter finns listade i Catalogue of Life.